# Pietro Fiocchi (politico 1930)
Pietro Fiocchi (Lecco, 16 ottobre 1930) è un politico e imprenditore italiano.

## Biografia
Contitolare della Fiocchi Munizioni, l’azienda di Lecco specializzata nella produzione di cartucce e munizioni di piccolo calibro. Viene sequestrato l'8 novembre 1977 e tenuto prigioniero per sei mesi ad una branda: liberato ad Assago, si disse che la famiglia aveva pagato un miliardo per la liberazione.
Nel luglio 1983 viene eletto in Senato per il Partito Liberale Italiano. Non rieletto alle successive elezioni del 1987, ritorna poi in Senato nell'aprile 1991 al posto di Giovanni Malagodi, deceduto, conclude il proprio mandato parlamentare nel 1992.